# Бановина (Югославія)

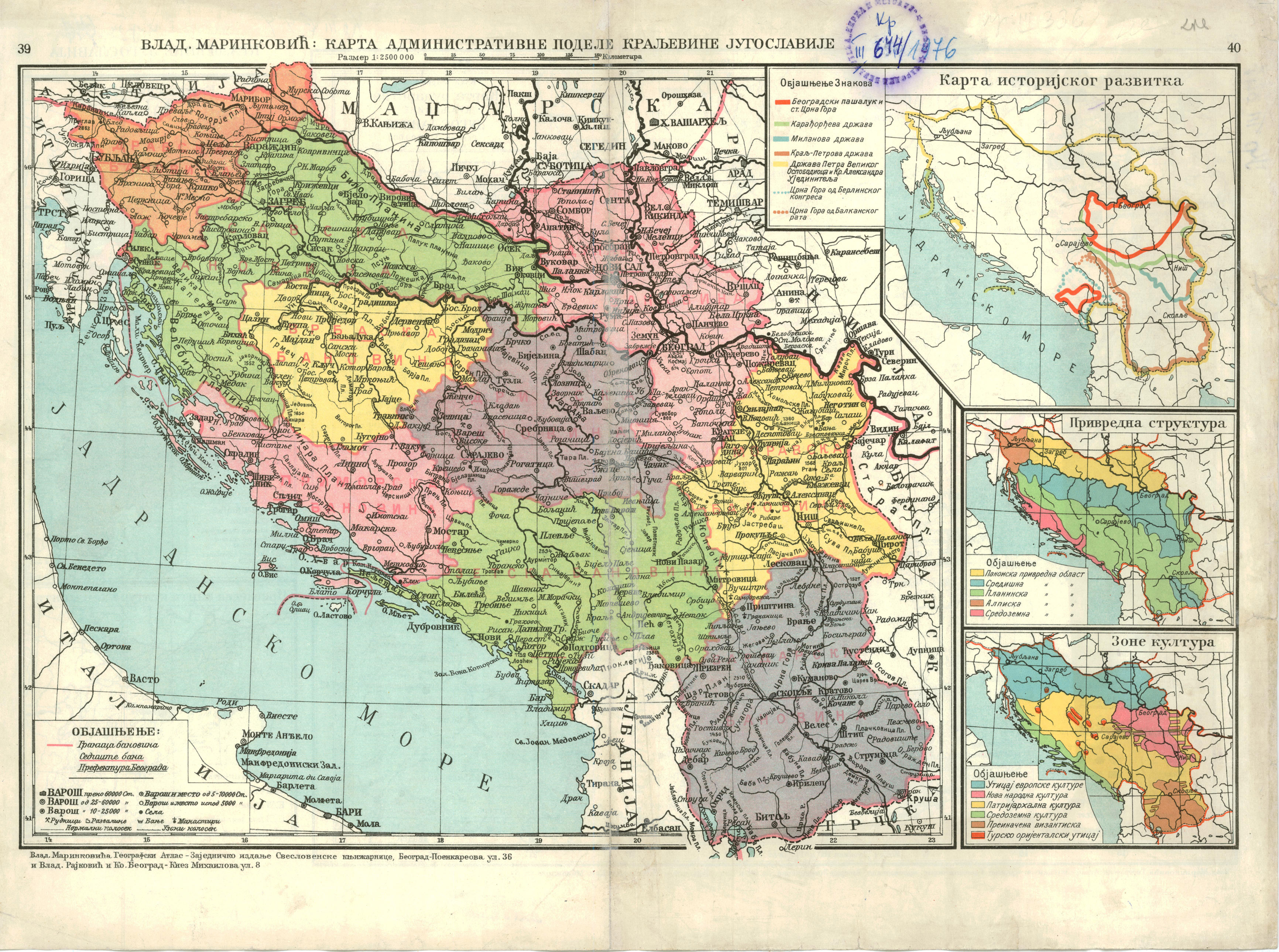

Банови́на (серб. бановина, хорв. banovina) — адміністративно-територіальна одиниця в Королівстві Югославія в 1929-1941 роках на чолі з баном.

## Подробиці
Поділ на бановини було запроваджено 3 жовтня 1929 року одночасно з перейменуванням держави з  Королівства Сербів, Хорватів і Словенців на Королівство Югославія.
Характерною особливістю  адміністративно-територіального поділу  Королівства Югославія було зумисне проведення кордонів бановин так, щоб їхній національний склад був мішаним — для виключення можливих спроб сепаратизму. 
Первісно до складу Королівства Югославія входили: 
1. Дравська бановина (Любляна)
2. Приморська бановина (Спліт)
3. Зетська бановина (Цетинє)
4. Савська бановина (Загреб)
5. Моравська бановина (Ниш)
6. Врбаська бановина (Баня-Лука)
7. Дринська бановина (Сараєво)
8. Вардарська бановина (Скоп'є)
9. Дунайська бановина (Нові-Сад)
10. столиця Белград

У серпні 1939 року шляхом об'єднання Савської і Приморської бановин унаслідок угоди Цветковича-Мачека (Селянсько-демократичної коаліції з урядом Драгіші Цветковича) про надання Хорватії певної автономії виникла Бановина Хорватія, що мала автономію в рамках Королівства Югославія.